# Semovente 90/53
A Semovente 90/53 egy olasz gyártmányú nehéz önjáró páncéltörő löveg volt, melyet az olasz és német erők alkalmaztak a második világháború alatt.

## Fejlesztés
A járművet a 90 mm-es Cannone da 90/53 légvédelmi löveg és az M14/41 közepes harckocsi keresztezéséből hozták létre. Mindössze 48 darabot gyártottak az 1941-es év folyamán. Az alacsony gyártási szám Olaszország korlátozott ipari kapacitásából és a 90 mm-es lövegek eredeti, légvédelmi feladatkörükben való hasznosításából eredt.
A Semovente 90/53 páncélvadászt az olasz erők keleti fronton szerzett tapasztalatai alapján fejlesztették ki, miszerint egy olyan fegyverre van szükségük, ami képes felvenni a harcot a szovjetek T–34-es és KV típusú harckocsijaival. Az olaszok a keleti fronton csak az L6/40-es könnyű harckocsival és a Semovente 47/32-es könnyű páncélvadásszal voltak felszerelve, ezek az eszközök azonban képtelenek voltak leküzdeni a szovjetek közepes és nehéz harckocsijait. Mindazonáltal egyetlen Semovente 90/53-as páncélvadász sem került a keleti frontra.
A típus legfőbb hátránya, ahogyan a többi második világháborús önjáró löveghez hasonlóan, a nyitott tetejű és hátuljú küzdőtér volt, így a személyzet még az ellenséges kézifegyverek és tüzérségi lövedékek ellen sem volt megfelelően védve. Ezen felül a jármű más részein is alig vagy egyáltalán nem rendelkezett páncélzattal. Habár a járművet arra tervezték, hogy nagy távolságból küzdje le az ellenséges járműveket, így a páncélzat hiánya nem jelentett komoly problémát. A jármű hátrányossága volt még a szűkös lőszerjavadalmazás, mindössze hat darab lövedéket tudtak a jármű belsejében tárolni. Ez a helyzet tette szükségessé egy speciális lőszerszállító jármű kifejlesztését a Fiat L6/40 könnyű harckocsiból. A harctéren minden 90/53 páncélvadászhoz tartozott egy lőszerszállító jármű. Az L6-os lőszerszállítóban 26 darab lövedéket tárolhattak, ezen felül egy vontatott utánfutóban még további 40 darab lövedéket. A páncélvadász hatásos lőtávolsága nagyjából 2000 méter volt.

## Harctéri alkalmazás
A járműből egyet sem küldtek a keleti frontra. Az észak-afrikai hadjárat során a Semovente 90/53 nagy lőtávolságának köszönhetően hatékonynak bizonyult, melyet a nyílt sivatagi terepen jól ki tudtak használni. 1943-ban az önjáró löveget bevetették Szicíliában a szövetségesek ellen. Az olaszok 1943 szeptemberi kapitulációja után a németeknek sikerült megszerezniük néhányat a járművekből, de Észak-Olaszország hegyvidékes területein csekély sikerrel tudták csak alkalmazni őket. Emiatt a legtöbb járművet nagy hatótávolságú tüzérségként használták a háború további részében.

## Fordítás
- Ez a szócikk részben vagy egészben  a   Semovente 90/53 című angol Wikipédia-szócikk ezen változatának fordításán alapul.  Az eredeti cikk szerkesztőit annak laptörténete sorolja fel. Ez a jelzés csupán a megfogalmazás eredetét és a szerzői jogokat jelzi, nem szolgál a cikkben szereplő információk forrásmegjelöléseként.